# Sparbambus
Genre
Sparbambus est un genre d'araignées aranéomorphes de la famille des Salticidae.

## Distribution
Les espèces de ce genre se rencontrent en Malaisie, en Chine et en Inde.

## Liste des espèces
Selon World Spider Catalog (version 24.5, 27/10/2023) :
- Sparbambus gombakensis Zhang, Woon & Li, 2006
- Sparbambus sindhudurg Kadam & Tripathi, 2023

## Systématique et taxinomie
Ce genre a été décrit par Zhang, Woon et Li en 2006 dans les Salticidae.

## Publication originale
- Zhang, Woon & Li, 2006 : « A new genus and species of jumping spiders (Araneae: Salticidae: Spartaeinae) from Malaysia. » The Raffles Bulletin of Zoology, vol. 54, no 2, p. 241-244 (texte intégral).